# Eugraphe funkei
Goniographa funkei là một loài bướm đêm trong họ Noctuidae.

## Hình ảnh

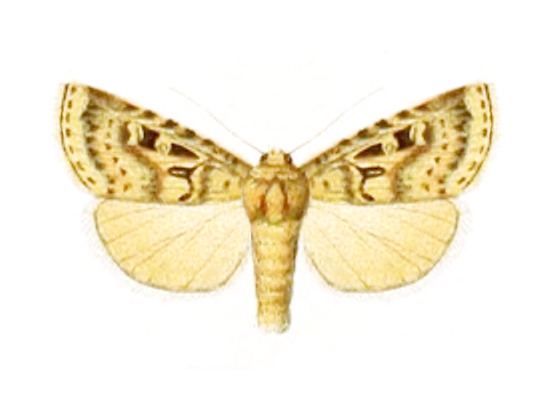